# Elseya lavarackorum
Elseya lavarackorum is een schildpad uit de familie slangenhalsschildpadden (Chelidae).

## Naam en indeling
De wetenschappelijke naam van de soort werd voor het eerst voorgesteld door Arthur W. White en Michael Archer in 1994, zodat nog niet alle literatuur de soort vermeld. Oorspronkelijk werd de wetenschappelijke naam Emydura lavarackorum gebruikt. De soortaanduiding lavarackorum is een eerbetoon aan de Australische paleodontologen Jim Lavarack en Sue Lavarack die een fossiel ontdekten van deze soort. Lange tijd werd gedacht dat de schildpad wat uitgestorven maar in 2000 ontdekte een team van wetenschappers onder leiding van Mehdi Joseph-Ouni een nog bestaande populatie.

## Uiterlijke kenmerken
De schildpad kan een schildlengte bereiken van 35 centimeter waarmee het een middelgrote soort is. Het rugschild heeft een bruine tot zeer donkerbruine kleur, het buikschild is geel tot lichtbruin. Jongere exemplaren hebben een roze kleur aan del;en van de poten die verdwijnt naarmate de dieren ouder worden.

## Verspreiding en habitat
Elseya lavarackorum is endemisch in Australië, en komt alleen voor in de provincie Queensland. De habitat bestaat uit permanente, grotere en stromende wateren zoals rivieren

## Levenswijze
Juveniele dieren leven voornamelijk van kleine waterdieren zoals insectenlarve maar gaan later steeds meer plantaardig materiaal eten. Volwassen exemplaren zijn volledig vegetarisch en eten bladeren, in het water gevallen fruit, bloemen, schors en plantenwortels. Enkele favoriete voedselplanten zijn onder andere Ficus racemosa en Pandanus aquaticus. De vrouwtjes zetten in het droge seizoen zes tot negen eieren af die begraven worden in de bodem. Het nest wordt gemaakt in de buurt van de waterlijn.